# 南部の失われた大義
連合国の失われた大義（れんごうこくのうしなわれたたいぎ、英:Lost Cause of the Confederacy）、または単に失われた大義（The Lost Cause）とは、アメリカの偽史的、否認主義的なイデオロギーであり、アメリカ南北戦争中の連合国の大義は正義と英雄的なものであったと主張するものである。このイデオロギーは、戦争前の南部の美徳を支持し、戦争を主に南部の生活様式を保存するための戦い、または圧倒的な "北部の侵略"に直面して "州の権限"を守るための戦いと見なしている。同時に、「失われた大義」は、戦争への進展と勃発における奴隷制の中心的な役割を最小限に抑えるか、あるいは完全に否定している。 

## 歴史
南部の白人の多くは、1865年の敗戦によって、3通り、すなわち経済的、感情的および心理的に打撃を受けた。南部白人はその敗北を自分達の力の及ばない要因や、彼等の英雄や与した者達の裏切りのせいにすることで慰安を求めた。多くの南部人はその生活様式が北部によって混乱させられたと感じた。
「失われた大義」という言葉は、歴史家エドワード・A・ポラードの1866年の著書『失われた大義：アメリカ連合国の戦争に関する新しい南部の歴史』という表題で初めて現れた。しかし、「失われた大義」を永続する文学と文化の現象として確立させたのは、ジュバル・アーリー元中将によって南部歴史協会のために書かれた記事だった。
アーリーがその見解について最初に思いついたのはロバート・E・リー将軍その人からだった可能性がある。リーは北バージニア軍に対する解散命令を発したとき、南軍が敵に回して戦った「圧倒的な資源と勢力」について語った。アーリーに宛てた手紙では、その軍隊がユリシーズ・グラント中将の軍隊と対抗した1864年5月から1865年4月まで（オーバーランド方面作戦からピーターズバーグ包囲戦まで）の敵軍勢力について情報を求めていた。リーは、「私の唯一の目的は、もし可能ならば、事実を後世に伝え、我々の勇敢な兵士達を正当化することである」と書いた。リーは別の手紙で、「北軍に破壊された個人資産などとその数に関する統計」を全て求めたが、これは両軍勢力の違いを示そうとしたからであり、「我々が戦った戦争の勝算を世界に理解させるのが難しい」であろうと考えたからだった。敗北の責任についてリーを非難した新聞の記事を引用し、「私は適切に注釈しようとは考えなかった、すなわち私の言葉や行動を誤って記述されていても正そうとすら考えなかった。我々は少なくとも暫くは辛抱し耐えるべきだ。...現在大衆の心理は真実を受け入れる準備ができていない」と書いた。これらことの全ては、アーリーと「失われた大義」の著作家達が「19世紀の広い潮流を獲得し、今日まで顕著に残り続けている」主題である。
失われた大義の主題はアメリカ連合国古参兵の会や南軍の娘達の会のような戦争を記念する団体に取り上げられ、レコンストラクションを含め、戦後時代における社会と政治と経済の劇的な変化にある程度まで南部人が対応することに貢献している。

## 見解
失われた大義運動の主要な見解は次のようなものだった。
- 南軍の将軍、例えばリーやストーンウォール・ジャクソンは南部の高潔さの美徳を代表し、道徳的に低い水準にあると特徴付けられる北軍の将軍達、シャーマンの海への進軍や、1864年のバレー方面作戦におけるフィリップ・シェリダンによるシェナンドー渓谷焼き討ちのような屈辱に南部の大衆を従わせた将軍達大半に対比させた。
- 戦場における敗北は、北部が資源も人力も優越していたので避けられないものだった。
- 敗北はまた、リー将軍の部下達の一部にあった裏切りと無能の結果でもある。例えばジェイムズ・ロングストリート将軍である（失われた大義は主にリーと東部戦線での展開に焦点を当てた）。
- 動産である奴隷制の擁護よりも州の権限の防衛が、11の州をアメリカ合衆国から脱退させた主要な大義であり、それが戦争に突き進ませた。
- 脱退は南部の生活様式に対する北部の文化と経済の攻勢への正当な合憲的反応だった。
- 奴隷制は恵み深い制度であり、奴隷達はその恵みを与える所有者達に忠実で誠実だった[9]。

失われた大義の最も強力な概念で象徴ともなっているのはロバート・E・リーとピケットの突撃である。デイビッド・ウルブリッヒは「既に戦争中にも崇められていたロバート・E・リーはその後も南部の文化の中で神格化された。その兵士達がどんなに絶望的であろうともあらゆる戦闘で彼に忠実に従う指導者として記憶され、戦争の中から現れて失われた大義の象徴となり、戦前の南部紳士達の理想となり、バージニア州とアメリカ連合国に無私で仕えた栄誉ある敬虔な男ということになった。第二次ブルランの戦いやチャンセラーズヴィルの戦いでのリー戦術のすばらしさは伝説的なものとなり、ゲティスバーグの戦いにおける敗北の全責任を認めていたものの、リーは南部人にとって絶対誤らない人であり続け、現代まで歴史家からの批判ですら免れてきた。
リーの部下については、ジュバル・アーリーの見解においてキーとなる敵役はジェイムズ・ロングストリート中将だった。アーリーの著作ではゲティスバーグでの敗北責任をロングストリートの両肩にも平等に掛かるものとしており、1863年7月2日早朝にリーに指示されていた攻撃をしなかったことを告発した。しかし、実際にリーはその「年取った軍馬」（ロングストリートのこと）の2日目の行動に一度も不満を表明したことは無かった。ロングストリートは戦後にユリシーズ・グラント大統領に協力し、共和党に入党したために、広く南部の古参兵から非難された。グラントは失われた大義に関する議論を拒絶し、1878年のインタビューでは南部が単に数で圧倒されたという概念を拒否すると言った。グラントは「これは世論が戦争中に形成されるやり方であり、歴史がこうして作られるやり方だ。我々は一度も南部を圧倒したことは無かった。...我々が南部から勝ち取ったものは激しく戦って勝ち取ったものだ。」と主張した。さらに資源を比較するときに、「農園を守り、その家庭を守り、軍隊を支え、実際に予備軍であったという」「400万人の黒人」が南部の資産としてあつかわれていないとも主張した。

## さらなる展開
失われた大義の精神面で後に明らかにされたこととして、1934年に出版されたダグラス・サウスオール・フリーマンによるリーの決定版評伝4巻本に見ることができる。この注釈が施された伝記でフリーマンは「州間の戦争（南北戦争のこと）に関する他のいかなる非公式史料集よりも貴重で使用されていないデータ」を含んでいると言って、「南部歴史協会誌」とアーリーの功績を認めた。歴史家ゲリー・ガラハーは、フリーマンが「アーリーの言う究極の英雄的人物にたいへん近い者としてリーを解釈することをアメリカ文学の中で固めた」と主張した。この作品では、リーの部下達は戦闘に敗北した誤りについて先ず非難されるべき者とされている。ロングストリートはそのような攻撃に共通する標的とされるが、その他に非難されるべき人物としてリチャード・イーウェル、ジュバル・アーリー、J・E・B・スチュアート、A・P・ヒル、ジョージ・ピケットおよびその他多くの者がリーに対する非難の鉾先を逸らすときに、南部人によってしばしば攻撃され非難されている（前述のように、リーは敗北の全責任を認め、部下の誰をも非難したことは無かった）。
南北戦争の失われた大義という見解は、マーガレット・ミッチェルによる1936年の小説『風と共に去りぬ』や同名の1939年の映画にも影響を与えた。この中で南部人は高潔な英雄的人物であり、ロマンチックで保守的な社会に住んでいると描かれ、止めることのできない破壊的な力に悲劇的に屈服したとされている。失われた大義の概念を使ったもう一つの顕著な例は、トマス・F・ディクソン・ジュニアの1905年の著作『クランズマン』であり、後にD・W・グリフィスが翻案して1915年の成功した映画『國民の創生』になった。この本でも映画でも、クー・クラックス・クランが南部の高潔な伝統を継続させるものとして描かれ、南軍兵士は全体で南部の文化を守り、南部の女性は特にレコンストラクション時代に解放奴隷やヤンキーのカーペットバッガーの意のままの略奪行為や搾取行為といわれるものに対抗しているように描かれた。より最近の例ではジェフリー・シャーラの小説の2003年の映画化『神と将軍』にも現れた。
ウィリアム・フォークナーのサートリス一家についての小説では、失われた大義という概念を支えた者に敬意を払っており、この概念自体は誤った方向に導かれ時代遅れとなったことを示唆した。

## 20世紀での使われ方

南軍旗の20世紀版

ミシシッピ州旗、2001-2020年

ジョージア州旗、1956年-2001年

アーカンソー州旗

アラバマ州旗

フロリダ州旗

失われた大義の基本概念は現代の南部で多くの者に依然として保持されていることが分かってきた。失われた大義の見解は、南軍旗や様々な州旗を堂々と掲げることに関する議論で度々取り上げられた。歴史家ジョン・コスキは「南軍古参兵の息子達の会」が「最も目に見えて活動的で効果的な軍旗の守り人」であり、「20世紀への変わり目に作られた失われた大義の歴史的解釈と理論的根拠を事実上変えずに、21世紀まで繋いだ」と述べた。コスキは「20世紀後半の軍旗戦争」について次のように記した。
アメリカ連合国は1861年から1865年まで存在した間に幾つかの国旗を使った。南北戦争が終わって以来、南軍旗またそれから派生した旗はかなりの議論の下に個人的におよび公式に使われ続けた。2020年まで使用されたミシシッピ州旗は南軍旗のデザインを最後まで強く引き摺った旗であり、アーカンソー州、アラバマ州、ジョージア州およびフロリダ州の州旗は南軍旗の要素を幾らか残しているとされている。失われた大義の信念は20世紀後半の新南部運動、特に雑誌「サザン・パルティザン」で奨励されている。
現代の歴史家は、脱退が奴隷所有者によって動機付けられたのではないという議論に対してほとんど同調していない。歴史家のケネス・M・スタンプは、両軍共に都合の良いときにのみ州の権限あるいは連邦政府の権限を支持したと主張した。スタンプはまた、アメリカ連合国副大統領アレクサンダー・スティーブンズの『先の州間の戦争に関する憲法解釈』を、戦争が始まったときは奴隷制が「南部の礎石」であると言い、南部が敗北した後は戦争が奴隷制ではなく州の権限のためだったと言った南部指導者の例として引用した。スタンプに拠れば、スティーブンズは「失われた大義」の最も熱心な守護者の1人になった。
同様に、歴史家ウィリアム・C・デイビスは、南部の憲法が国民レベルで奴隷制を擁護していたことを次のように説明した。
デイビスはさらに、「戦争の原因と効果は、過去と現在の政治と社会の課題に合うように操作され神話化されてきた」とも述べた。歴史家デイビッド・ブライトは、「手段と目的の双方に白人至上主義を使うこと」が失われた大義の重要な性格になってきたと言っている。歴史家アラン・ノーランは次のように記している。
現在ジェイムズ・ロナルド・ケネディやその双子の兄弟ウォルター・ドナルド・ケネディ（南部同盟(League of the South)の設立者、『南部は正しい』や『ジェファーソン・デイビスは正しい』の著者）のような失われた大義の歴史作家がおり、南部の民族自決主義の側に立って奴隷制を軽視している。ケネディ達は戦争中に北部が行った「テロリストの手段」と「凶悪な犯罪」を表現し、「文化虐殺に関するヤンキーの動き」と題する章では、アメリカ合衆国政府自体の公式記録から、主要な動因は南部国民を罰し根絶する権限にある者達の望みであり、多くの場合には南部人民の根絶だったことを示すと述べている。
この本の主題が現代の南部人にとって何故重要かという議論で、ケネディ達はその作品の結論部で次の様に書いている。
歴史家のデイビッド・ゴールドフィールドは『南部は正しい』のような本を次のように特徴付けている。
歴史家ウィリアム・C・デイビスは、戦争を取り巻く多くの神話を「取るに足りない」ものとし、この戦争を今日でも続く「南部の党派抗争」と改名する試みを挙げた。南北戦争は実際には内戦であるということを否定する試みの中で、「北部侵略の戦争」やアレクサンダー・スティーブンスが作った「州間の戦争」という表現を含む名前を好んだ。